# Nitokra malaica
Nitokra malaica is een eenoogkreeftjessoort uit de familie van de Ameiridae. De wetenschappelijke naam van de soort is voor het eerst geldig gepubliceerd in 1929 door Kiefer.